# Gustav Leffers

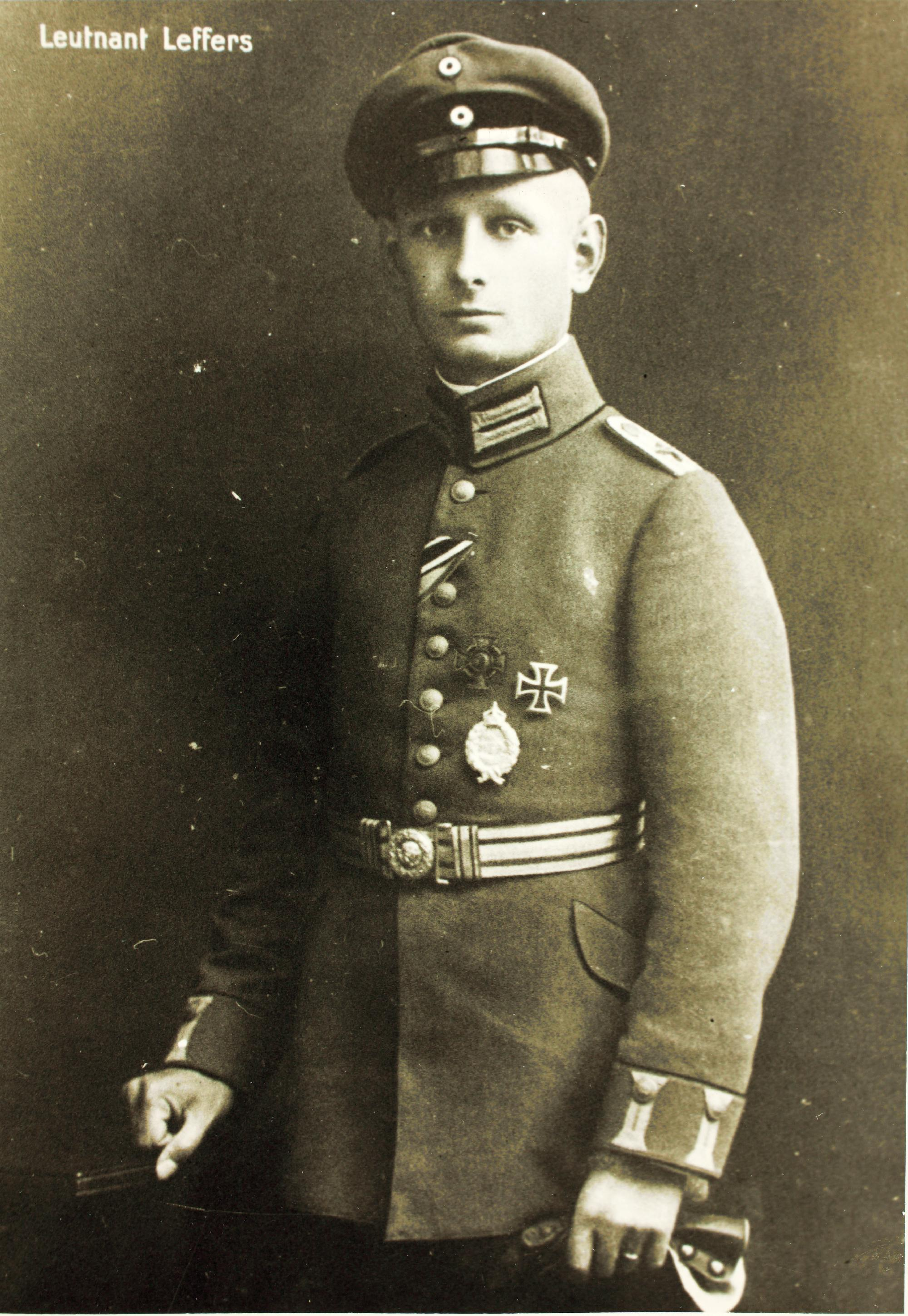
Gustav Leffers

Gustav Leffers (* 2. Januar 1894 in Wilhelmshaven; † 27. Dezember 1916) war ein deutscher Jagdflieger im Ersten Weltkrieg und Ritter des Ordens Pour le Mérite.

## Biografie
Leffers war ein Sohn des Marineobermeisters Heinrich Wilhelm Leffers und dessen Frau Anna, geborene Lüning. In Wilhelmshaven besuchte er eine Volksschule.
Anschließend absolvierte er für knapp vier Jahre eine Ausbildung zum Maschinenbauer an der Kaiserlichen Werft in Wilhelmshaven. Nebenher besuchte er zur Vorbereitung auf den Militärdienst Privatschulen. Nach Abschluss seiner Ausbildung meldete er sich als Einjährig-Freiwilliger. Ab 1911 arbeitete er dann im technischen Büro bei der AG Vulcan Stettin und ab Frühjahr 1914 als Schiffsingenieur-Aspirant bei der HAPAG.
Zu Beginn des Ersten Weltkriegs meldete er sich freiwillig zum Kriegsdienst und versuchte in einem Feldtelegraphie-Bataillon unterzukommen. Dies erfolgte nicht, sodass er dann der Fliegertruppe zugeteilt wurde. Nach der Pilotenausbildung wurde er zur Fliegerabteilung 32 (Bertincourt) an die Westfront versetzt. Hier flog er u. a. die Halberstadt D-Typen. Als Aufklärungs- und Artillerieflieger in der Abteilung stieg er zum Leutnant der Reserve auf. Am 5. Dezember 1915 erlangte Leffers mit einem Fokker-Kampfeinsitzer den ersten Luftsieg. Da zu diesem Zeitpunkt Luftkämpfe noch selten waren, wurde er hierfür mehrfach ausgezeichnet. Im Sommer 1916 wurde er zur Jagdstaffel 1 versetzt. Nach seinem achten Luftsieg erhielt Leffers im November 1916 den Orden Pour le mérite.

Leffers fiel nach dem Abschuss durch ein britisches Flugzeug. Er wurde am 4. Januar 1917 unter großer Anteilnahme und Ehrensalut auf dem Ehrenfriedhof in Wilhelmshaven beigesetzt.

## Ehrungen
- Pour le Mérite
- Eisernes Kreuz I. Klasse
- Friedrich-August-Kreuz I. Klasse
- Ritterkreuz des Königlichen Hausordens von Hohenzollern[2]

Als Ehrung der Jagdflieger des Ersten Weltkriegs wurden 1934 einige Junkers Ju 52/3m nach bekannten Fliegerassen benannt. Die D-3123 (D-ANAL) erhielt den Namen Gustav Leffers.